# WTA Congoleum Classic
Il WTA Congoleum Classic è stato un torneo femminile di tennis giocato dal 1974 al 1978 e nel 1983. Si è disputato a Palm Springs negli USA su campi in cemento. Nel 1977 e 1978 ha assunto il nome di Colgate Series Championships diventando il torneo di fine stagione cui accedevano le migliori giocatrici che avevano accumulato più punti nella seconda parte dell'anno: da aprile a novembre.

## Albo d'oro

### Singolare
| Anno      | Campionessa    | Finalista           | Punteggio     |
| --------- | -------------- | ------------------- | ------------- |
| 1974      | Chris Evert    | Billie Jean King    | 6-3, 6-1      |
| 1975      | Chris Evert    | Cynthia Seiler      | 6-1, 6-3      |
| 1976      | Chris Evert    | Françoise Dürr      | 6-1, 6-2      |
| 1977      | Chris Evert    | Billie Jean King    | 6-2, 6-2      |
| 1978      | Chris Evert    | Martina Navrátilová | 6-3, 6-3      |
| 1979-1982 | Non disputato  | Non disputato       | Non disputato |
| 1983      | Yvonne Vermaak | Carling Bassett     | 6–3, 7–5      |

### Doppio
| Anno      | Campionesse                            | Finaliste                       | Punteggio     |
| --------- | -------------------------------------- | ------------------------------- | ------------- |
| 1974      | Kerry Harris / Lesley Hunt             | Chris Evert / Billie Jean King  | 7-5, 6-4      |
| 1975      | Chris Evert / Martina Navrátilová      | Gail Glasgow / Betty-Ann Stuart | 6-3, 7-5      |
| 1976      | Chris Evert / Martina Navrátilová      | Billie Jean King / Betty Stöve  | 6-2, 6-4      |
| 1977      | Françoise Dürr / Virginia Wade         | Helen Gourlay / Joanne Russell  | 6-1, 4-6, 6-4 |
| 1978      | Billie Jean King / Martina Navrátilová | Kerry Reid / Wendy Turnbull     | 6-2, 6-2      |
| 1979-1982 | Non disputato                          | Non disputato                   | Non disputato |
| 1983      | Kathy Jordan / Ann Kiyomura            | Dianne Fromholtz / Betty Stöve  | 6–2, 6–2      |